# Tarenna agumbensis
Tarenna agumbensis är en måreväxtart som beskrevs av Sundararagh.. Tarenna agumbensis ingår i släktet Tarenna och familjen måreväxter. IUCN kategoriserar arten globalt som starkt hotad. Inga underarter finns listade i Catalogue of Life.